# Jezioro Storkowskie Górne
Jezioro Storkowskie Dolne – jezioro na Pojezierzu Ińskim, położone w woj. zachodniopomorskim, w powiecie łobeskim, w gminie Węgorzyno. Powierzchnia zwierciadła wody wynosi 4,18 ha.
Zbiornik w typologii rybackiej jest jeziorem karasiowym.
Od południowo-zachodniego brzegu do jeziora uchodzi ciek wodny łączący je z Jeziorem Storkowskim Dolnym. Uchodzi on od północnego brzegu i płynie do jeziora Węgorzyno.
Na wschód od jeziora leży wieś Sulice.
Administratorem wód Jeziora Storkowskiego Górnego jest Regionalny Zarząd Gospodarki Wodnej w Szczecinie. Utworzył on obwód rybacki obejmujący Jez. Storkowskie Dolne, Jez. Storkowskie Górne oraz ciek łączący oba jeziora i uchodzący do jeziora Węgorzyno. Jednak z wyłączeniem wód obiektu stawowego zlokalizowanego w rejonie miasta Węgorzyno na cieku łączącym jezioro Węgorzyno z Jeziorem Strokowskim Górnym.
Do 1945 roku jezioro posiadało niemiecką nazwę Nieder Schwarz See.